# ロシア国家親衛隊
ロシア連邦国家親衛隊またはロスグヴァルディヤ（ロシア語: Федеральная служба войск национальной гвардии Российской Федерации, ラテン文字転写: Federalʹnaya sluzhba voiysk natsionalʹnoiy gvardii Rossiiyskoiy Federatsii, 英語: Federal Service of the Troops of the National Guard of the Russian Federation）は、ロシア連邦政府に属する国内軍組織である。ロシアの最高司令官でありロシア連邦安全保障会議議長たるロシア連邦大統領に直接報告を行う機関で構成されており、ロシア連邦軍とは別の指揮系統に属する。2016年、ウラジーミル・プーチン大統領の署名により法律が発行したことで設立され、主な任務は国境警備隊、銃規制、組織犯罪対策、対テロ作戦、治安維持および国家施設の警備とされた。
国家親衛隊の設立は、ロシアに課せられた戦略的な課題、すなわち安全保障システムの効率を高め、責任の重複を回避するための取り組みとみなされている。国家親衛隊はロシア国内軍およびOMON、SOBRその他ロシア連邦軍以外の部隊を統合し、国内の84か所に34万人の人員を配置した。
2017年1月16日、3月27日が「国家親衛隊の日」に指定され、国家親衛隊はロシア国内部隊の長い歴史とつながりを持つことになった。3月27日は、1811年に時の皇帝アレクサンドル1世によってロシア国内警備隊が設立された日である。

## 名称
正式な名称は上掲の通り「Федеральная служба войск национальной гвардии Российской Федерации（Federalʹnaya sluzhba voiysk natsionalʹnoiy gvardii Rossiiyskoiy Federatsii）」であり、これを直訳すると「ロシア連邦国家親衛隊連邦部隊」となる。公式書類などでは頭字語の「FSVNG RF (ロシア語: ФСВНГ РФ)」も使用される。ロシア語の口語では「ロスグヴァルディヤ（ロシア親衛隊）」の名で呼ばれることが多い。

## 歴史
大統領直属の国家親衛隊を創設するという計画が最初に持ち上がったのは2012年4月のことである。一部ジャーナリストがこれについて報道し、新しい国家親衛隊は憲法秩序の保障と安全を確保するため、ロシア内務省とその他の保安機関を基にして創設されると伝えた。人員や資源はロシア空挺軍、空軍、海軍、憲兵、非常事態省の構成員を広く利用するとされた。ロシアの保安機関の改編は1990年代以来である。国家親衛隊に似た組織の構想は、2011年ロシア反政府運動の際にも検討されたという指摘がある。
ロシア連邦国家親衛隊の設立は、クレムリン内に論争を引き起こしたといわれている。新しい部隊は、通常ロシア内務省によって行われる業務や機能を引き継ぐことになるからである。ロシア大統領報道官のドミトリー・ペスコフは、ウラジーミル・コロコリツェフ内相は辞任しなかったと述べた。またぺスコフ報道官は、国家親衛隊の創設はいわゆる「シロヴィキ」に対する信頼が危機にあることを示すものではなく、国家親衛隊がその役割を維持すると述べた。しかし彼は、当時内務省の下にあって大幅な改革を行っていた麻薬流通監督庁や入国管理局の現職トップがその地位に留まるかどうかはコメントしなかった。
結局、国家親衛隊はロシア国内軍、OMON部隊およびSOBR部隊の直接の後継者となった。

### 創設
2016年4月5日、プーチン大統領は大統領令（行政命令）によってロシア国家親衛隊を創設した。この命令は条例の地位を有する法的行為である。
翌4月6日、プーチン大統領はロシア連邦下院に対し、「ロシア国家親衛隊について」と題する新しい執行機関の枠組み法案と、それに関連する法改正案を提出した。この改正案には、妊娠中の女性、子ども、身体障害者や群衆に対する保護条項が含まれており、警察活動に関するロシアの法ですでに定められた制限をそのまま反映している。
5月9日、国家親衛隊は創設以来初めてのパレードを行った。400人のODON隊員が2016年モスクワ戦勝記念パレードで観閲部隊の一部として行進した。
5月18日、下院は国家親衛隊設立法案のための第一読会を承認した（読会は全部で3回ある）。6月22日、最後の第三読会が承認され、国家親衛隊が設置された。上院もこれに続いた。最初に入隊した隊員たちは、6月1日に忠誠宣誓を行った。

### 創設にまつわる事柄
ドミトリー・ペスコフ報道官は、国家親衛隊の法的根拠が確定する前にその作戦行動を開始したと語った。
国家親衛隊司令官で国家親衛隊局局長のヴィクトル・ゾロトフによると、国家親衛隊の編制は三段階に分けて行われる。第一に国内軍、OMONおよびSOBRが国家親衛隊の部隊として編入される。次に指揮系統・参謀組織を精緻化し、規律を整え、役割分担を行う。最後に組織活動を完成させ、委任された任務の実行を開始する。

## 機構
国家親衛隊局は最高司令官（つまりロシア連邦大統領）に直属している。また国家親衛隊司令官はロシア連邦安全保障会議に常任議員として席を持つ。一方、国家親衛隊はかつてあった警察特殊部隊の多くを引きつぐことで、それらに関して存在したロシア内務省と大統領の関係をなくすことになる。麻薬流通監督庁や入国管理局は内務省の管轄となった。
国家親衛隊の人員は当初35万人から40万人に上ると考えられていたが、ロシア政府は必要な部隊の規模を明確にしていなかった。国家親衛隊の設置を定める大統領令では、移行措置は2016年6月1日までに完了することになっていた。この期限に先立つ4月20日、ゾロトフ局長は道徳的または専門的資質の低い職員を任命しないと述べた。

### 部隊
- 国家親衛隊司令部 （元国内軍の作戦部隊を統括する。）
  - 独立作戦任務師団および国家親衛隊水上部隊
- 国家親衛隊特殊作戦・航空本部[3]（「ズーブル」「ヴィチャージ」「ルース」「ヤストレブ」などの特殊部隊を含む[28][29]。）
- 国家親衛隊緊急対応特殊部隊、公安特殊分遣隊、特別任務機動隊
- 行政府およびその他の全連邦的な銃器監視、民間警備規制、個人警護および特定政府職員警護センター（旧内務省）を含む政府職員警護部門[28]
- 全連邦単一企業「オフラーナ」（有料警護、市民対応担当[28]。）
- 民間軍事会社「ワグネル・グループ」 (2023年6月に反乱を起こしたため指揮下に置く。)

### 指揮
制定された大統領令によると、国家親衛隊局（FNGS）はロシア連邦大統領を長とする行政機関のひとつである。連邦国家親衛隊局は局長によって率いられ、局長は国家親衛隊司令部（NSGC）の司令官をかねる。局長の下には6人の副局長がおり、第一副局長は国家親衛隊の参謀長であり政務次官をも兼ねる。法務部長はセルゲイ・ババイツェフ少将が務める。
2016年4月5日、ロシア国内軍の元司令官であり、ロシア大統領・首相の警護隊長を務めたヴィクトル・ゾロトフ上級大将が、国家親衛隊局の局長および国家親衛隊司令部の司令官に任命された。彼は前官を辞し、別の大統領令によって国家安全保障会議の一員へも任命された。
2016年5月20日、新たに昇進したセルゲイ・チェンチク大将が国家親衛隊局の副局長および国家親衛隊参謀長に任命された。チェンチク将軍は1990年代後半から、北カフカースの治安に重要な役割を果たしてきた。ヴァレリー・ズツァティによれば、チェンチクの副局長任命は彼の治安問題に対する取り組みが国家に認められたことを示している。
その後、多くの将軍が国家親衛隊で地位を占め、短期間で交替してきた。現在は2020年1月27日からヴィクトル・ストリグノフ大将が第一副局長を、2021年5月1日からユーリイ・ヤシン大将が参謀長を勤めている。

### サイバー部隊
ジェームズタウン財団のセルゲイ・シュハンキンによると、国家親衛隊にはサイバーセキュリティと電子諜報を担当する特別な部隊が含まれている。彼らの役割はインターネット上のSNSを監視することであるといい、シュハンキンは「新たなオプリーチニナ」と表現している。

### 地方部局
基本的に、国家親衛隊の地方管区はロシアの連邦管区と同じ名前、同じ区画で分けられている。例外は極東連邦管区に対応する東部国家親衛隊管区である。いくつかの管区には敬意を表した記念名称がつけられている。8つの国家親衛隊管区があり、これらは旧ロシア国内軍の管区に等しい。すべての地方管区はさらに旅団に分かれる。
国家親衛隊の地方管区はロシア内務省系の警察官が長官に、ロシア連邦軍の士官が参謀長に就くとされる。地方管区は、特殊作戦部隊、武装部隊、消防隊、地方レベルの管理部隊などを直接指揮するp. 20。
国家親衛隊の地方管区は次の通り：
- 中央ヴォルシャ・興安赤旗国家親衛隊管区（司令官 - イゴール・ゴロイェフ大将）
- 北西赤星勲章国家親衛隊管区（司令官 - パーヴェル・ダシュコフ大将）
- 北カフカース国家親衛隊管区（司令官 - セルゲイ・ザハロフ中将）
- 南部国家親衛隊管区（司令官 - オレグ・コズロフ大将）
- 沿ヴォルガ国家親衛隊管区（司令官 - アレクサンドル・ポリャディン大将）
- ウラル国家親衛隊管区（司令官 - アレクサンドル・ポポフ大将）
- シベリア国家親衛隊管区（司令官 - ニコライ・マルコフ中将）
- 東部国家親衛隊管区（司令官代理 - クルボナリ・サファロフ中将）

### 教育機関
国家親衛隊は次の専門教育機関を有する。
- サンクトペテルブルグ国家親衛隊軍事大学
  - 1947年にロシア内務省中央学校として開校。現在は国家親衛隊司令部と国家親衛隊の士官、准士官および下士官を養成する。
- 国家親衛隊サラトフ大学
- 国家親衛隊ペルミ大学
- ミハイル・ショーロホフ名称モスクワ国家親衛隊大統領士官候補生学校
  - 大学入学以前の生徒に特別教育を行う学校。